# Desecrator
Desecrator (с англ. — «Осквернитель») — второй студийный альбом шведской хэви-метал-группы Ambush, изданный 30 октября 2015 года на немецком лейбле High Roller Records.

## Список композиций
| №                   | Название                  | Текст песни                 | Музыка                      | Длительность |
| ------------------- | ------------------------- | --------------------------- | --------------------------- | ------------ |
| 1.                  | «Possessed by Evil»       | Якобссон                    | Энгквист, Якобссон, Хагелин | 3:31         |
| 2.                  | «Night of Defilers»       | Энгквист, Шёхельм           | Энгквист, Шёхельм           | 3:40         |
| 3.                  | «Desecrator»              | Энгквист, Якобссон, Шёхельм | Энгквист, Якобссон, Шёхельм | 4:08         |
| 4.                  | «The Chain Reaction»      | Шёхельм                     | Энгквист, Шёхельм           | 5:16         |
| 5.                  | «Southstreet Brotherhood» | Якобссон                    | Энгквист, Якобссон          | 3:24         |
| 6.                  | «Rose of the Dawn»        | Якобссон                    | Энгквист, Якобссон          | 3:28         |
| 7.                  | «Master of the Seas»      | Энгквист, Якобссон          | Энгквист, Якобссон          | 5:32         |
| 8.                  | «Faster»                  | Якобссон, Фритцсон          | Фритцсон                    | 3:43         |
| 9.                  | «The Seventh Seal»        | Энгквист, Шёхельм           | Энгквист, Шёхельм           | 7:08         |
| Общая длительность: | Общая длительность:       | Общая длительность:         | Общая длительность:         | 39:50        |

## Участники записи
- Оскар Якобссон — вокал;
- Олоф Энгквист — электрогитара;
- Адам Хагелин — электрогитара;
- Людвиг Шёхельм — бас-гитара;
- Линус Фритцсон — ударные;
- Магнус Седенберг — продюсер;
- Линус Олссон — звукоинженер;
- Максе Аксельссон — мастеринг;
- Александр фон Вейдинг — обложка;
- Оливия Хагелин — фотограф.